# Mémo de Downing Street
 (juin 2024).
La mise en forme du texte ne suit pas les recommandations de Wikipédia : il faut le « wikifier ».
Les points d'amélioration suivants sont les cas les plus fréquents. Le détail des points à revoir est peut-être précisé sur la page de discussion.
- Les titres sont pré-formatés par le logiciel. Ils ne sont ni en capitales, ni en gras.
- Le texte ne doit pas être écrit en capitales (les noms de famille non plus), ni en gras, ni en italique, ni en « petit »…
- Le gras n'est utilisé que pour surligner le titre de l'article dans l'introduction, une seule fois.
- L'italique est rarement utilisé : mots en langue étrangère, titres d'œuvres, noms de bateaux, etc.
- Les citations ne sont pas en italique mais en corps de texte normal. Elles sont entourées par des guillemets français : « et ».
- Les listes à puces sont à éviter, des paragraphes rédigés étant largement préférés. Les tableaux sont à réserver à la présentation de données structurées (résultats, etc.).
- Les appels de note de bas de page (petits chiffres en exposant, introduits par l'outil «  Source ») sont à placer entre la fin de phrase et le point final[comme ça].
- Les liens internes (vers d'autres articles de Wikipédia) sont à choisir avec parcimonie. Créez des liens vers des articles approfondissant le sujet. Les termes génériques sans rapport avec le sujet sont à éviter, ainsi que les répétitions de liens vers un même terme.
- Les liens externes sont à placer uniquement dans une section « Liens externes », à la fin de l'article. Ces liens sont à choisir avec parcimonie suivant les règles définies. Si un lien sert de source à l'article, son insertion dans le texte est à faire par les notes de bas de page.
- La présentation des références doit suivre les conventions bibliographiques. Il est recommandé d'utiliser les modèles {{Ouvrage}}, {{Chapitre}}, {{Article}}, {{Lien web}} et/ou {{Bibliographie}}. Le mode d'édition visuel peut mettre en forme automatiquement les références.
- Insérer une infobox (cadre d'informations à droite) n'est pas obligatoire pour parachever la mise en page.

Pour une aide détaillée, merci de consulter Aide:Wikification.
Si vous pensez que ces points ont été résolus, vous pouvez retirer ce bandeau et améliorer la mise en forme d'un autre article.
 (juin 2024).
```
Le mémo de 
Dowing street
 débute le 1er mai 2005, avec les révélations du journal britannique 
Sunday Times
 qui divulgue un document secret d'une réunion interne du gouvernement britannique, le « Downing Street memo ». Celui-ci, révèle la planification du déclenchement de la 
guerre en Irak
 au sein du 
gouvernement britannique.
```

Le mémo de Downing Street, est parfois décrit comme une preuve formelle d'une planification de la guerre d'Irak. Cette note d'une réunion secrète du 23 juillet 2002 ,  est rédigé au 10 Dowing Street, la résidence du premier ministre britannique en présence de hauts responsables du gouvernement britannique, de la défense et du renseignement. Certaines informations au sein de cette dernière font directement référence à la politique interne des États-Unis au sujet de l'Irak.

## Contexte
Le mémo est publié par Michael Smith dans le Sunday Times le 1er mai 2005, au cours des derniers jours de la campagne électorale britannique.
L'information est resté largement inaperçu dans la presse américaine, mais sera progressivement reprise dans des blogs du Daily Kos, car  Richard Dearlove chef du MI6 à l'époque affirme que « les renseignements et les faits étaient truqués [par les Etats Unis]» en vue de renverser Saddam Hussein du pouvoir. Cela tend à montrer que les renseignements américains sur l'Irak étaient délibérément falsifiés.
La couverture médiation de cette évènement par de grand organe de presse n'interviendra qu'a partir de mi-mai ( Los Angeles Times du 12 mai 2005, The Washington Post du 13 mai 2005) Cette note fait par de deux allégations sensible et pouvant déstabilisé le pouvoir américains et son narratif. La mission des Nations Unies pour enquêter sur de possibles armes de destruction massives aurait été manipulé. Et que les frappes aériennes avant l'invasion de l'Irak ont été délibérément intensifiées afin de détruire considérablement les infrastructures  de défense militaire irakiennes en vue de la guerre [avant le vote du Sénat américain en octobre autorisant l'invasion.